# Erysimum cazorlense
Erysimum cazorlense là một loài thực vật có hoa trong họ Cải. Loài này được J. Holub mô tả khoa học đầu tiên.